# Rock 'n Ball
Rock 'n Ball ook wel (ファミリーピンボール; Family Pinball) is een videospel voor het platform Nintendo Entertainment System. Het spel werd uitgebracht in 1990. Het spel is een flipperkast die met bovenaanzicht wordt getoond.

## Modi
Het spel kent verschillende modi:
- Regular (klassiek)
- Nineball
- Battle flipper
- Sport pinball

## Ontvangst
Het spel kreeg in 1998 van All Game Guide een score van 70%.